# Cydnoseius muntius
Cydnoseius muntius är en spindeldjursart som först beskrevs av Schicha och Corpuz-Raros 1992.  Cydnoseius muntius ingår i släktet Cydnoseius och familjen Phytoseiidae. Inga underarter finns listade i Catalogue of Life.